# Bejos Yamuni Abdalá
Bejos Miguel Yamuni Abdalá fue un empresario libanés radicado en Costa Rica, fue Gran Maestre de la Gran Logia Masónica de Costa Rica.
Nace en Deir el-Ahmar, Líbano, el 11 de noviembre de 1881. Proveniente de una familia cristiana maronita. Hijo Bejos y Miriam Yamuni, hermano de Jamil, Juan y Cilia. Su madre y él emigran a Australia y el resto de la familia se queda en el Líbano, pero no se aclimatan así que regresan a su país. La familia entera emigraría luego a la Guayana Neerlandesa y de ahí se encaminarían a los Estados Unidos, pero debido a condiciones inesperadas deben hacer escala en el puerto de Limón, Costa Rica, donde al entrar en contacto con la comunidad libanesa local deciden quedarse en 1901.
En Costa Rica prosperaron con diversos comercios y tiendas, y pronto trajeron al país a otros miembros de la familia como tíos y primos, etc. El 29 de marzo de 1912 Yamuni adquiere la nacionalidad costarricense y ya para este punto su tienda de ropa y telas es una de las más importantes de la capital. Contrae matrimonio en 1914 con Mercedes Tabush Haquín, costarricense de nacimiento hija de inmigrantes sirio-libaneses. Fundó junto a otros libaneses la Casa del Líbano, centro cultural del cual fue presidente hasta 1930.
Yamuni fue iniciado masón el 5 de julio de 1905 en la Logia Regeneración de San José. Trasladándose luego a las logias Libertad y Hermes, siendo Venerable Maestro de esta última en 1938. Luego se afilió a la Logia Maravilla siendo Venerable Maestro en 1943, año en que construyó el templo de dicha logia. Pasaría luego a la Logia La Luz conformada por inmigrantes mayormente de habla inglesa y religión protestante. Ocupó los cargos de Gran Tesorero, Teniente y Gran Maestre de la Gran Logia hasta 1950.